# Уорд (Арканзас)
Уорд (англ. Ward) — город, расположенный в округе Лонок (штат Арканзас, США) с населением в 2580 человек по статистическим данным переписи 2000 года.

## География
По данным Бюро переписи населения США Уорд имеет общую площадь в 10,1 квадратных километров, водных ресурсов в черте населённого пункта не имеется.
Город Уорд расположен на высоте 74 метра над уровнем моря.

## Демография
По данным переписи населения 2000 года в Уорде проживало 2580 человек, 726 семей, насчитывалось 938 домашних хозяйств и 1075 жилых домов. Средняя плотность населения составляла около 255,4 человек на один квадратный километр. Расовый состав Уорда по данным переписи распределился следующим образом: 97,33 % белых, 0,19 % — чёрных или афроамериканцев, 0,78 % — коренных американцев, 0,39 % — азиатов, 1,16 % — представителей смешанных рас, 0,16 % — других народностей. Испаноговорящие составили 1,94 % от всех жителей города.
Из 938 домашних хозяйств в 46,7 % — воспитывали детей в возрасте до 18 лет, 60,3 % представляли собой совместно проживающие супружеские пары, в 12,4 % семей женщины проживали без мужей, 22,6 % не имели семей. 18,1 % от общего числа семей на момент переписи жили самостоятельно, при этом 5,1 % составили одинокие пожилые люди в возрасте 65 лет и старше. Средний размер домашнего хозяйства составил 2,75 человек, а средний размер семьи — 3,13 человек.
Население города по возрастному диапазону по данным переписи 2000 года распределилось следующим образом: 32,9 % — жители младше 18 лет, 9,1 % — между 18 и 24 годами, 33,3 % — от 25 до 44 лет, 16,9 % — от 45 до 64 лет и 7,7 % — в возрасте 65 лет и старше. Средний возраст жителей составил 29 лет. На каждые 100 женщин в Уорде приходилось 95,6 мужчин, при этом на каждые сто женщин 18 лет и старше приходилось 91,4 мужчин также старше 18 лет.
Средний доход на одно домашнее хозяйство в городе составил 32 924 доллара США, а средний доход на одну семью — 34 702 доллара. При этом мужчины имели средний доход в 30 275 долларов США в год против 21 151 доллар среднегодового дохода у женщин. Доход на душу населения в городе составил 13 581 доллар в год. 13,6 % от всего числа семей в населённом пункте и 16,5 % от всей численности населения находилось на момент переписи населения за чертой бедности, при этом 18,8 % из них были моложе 18 лет и 18,0 % — в возрасте 65 лет и старше.